# Ольфен
Ольфен (нім. Olfen) — місто в Німеччині, знаходиться в землі Північний Рейн-Вестфалія. Підпорядковується адміністративному округу Мюнстер. Входить до складу району Кесфельд.
Площа — 52,43 км2. Населення становить 13 014 ос. (станом на 31 грудня 2020).